# アレックス・スコルニック

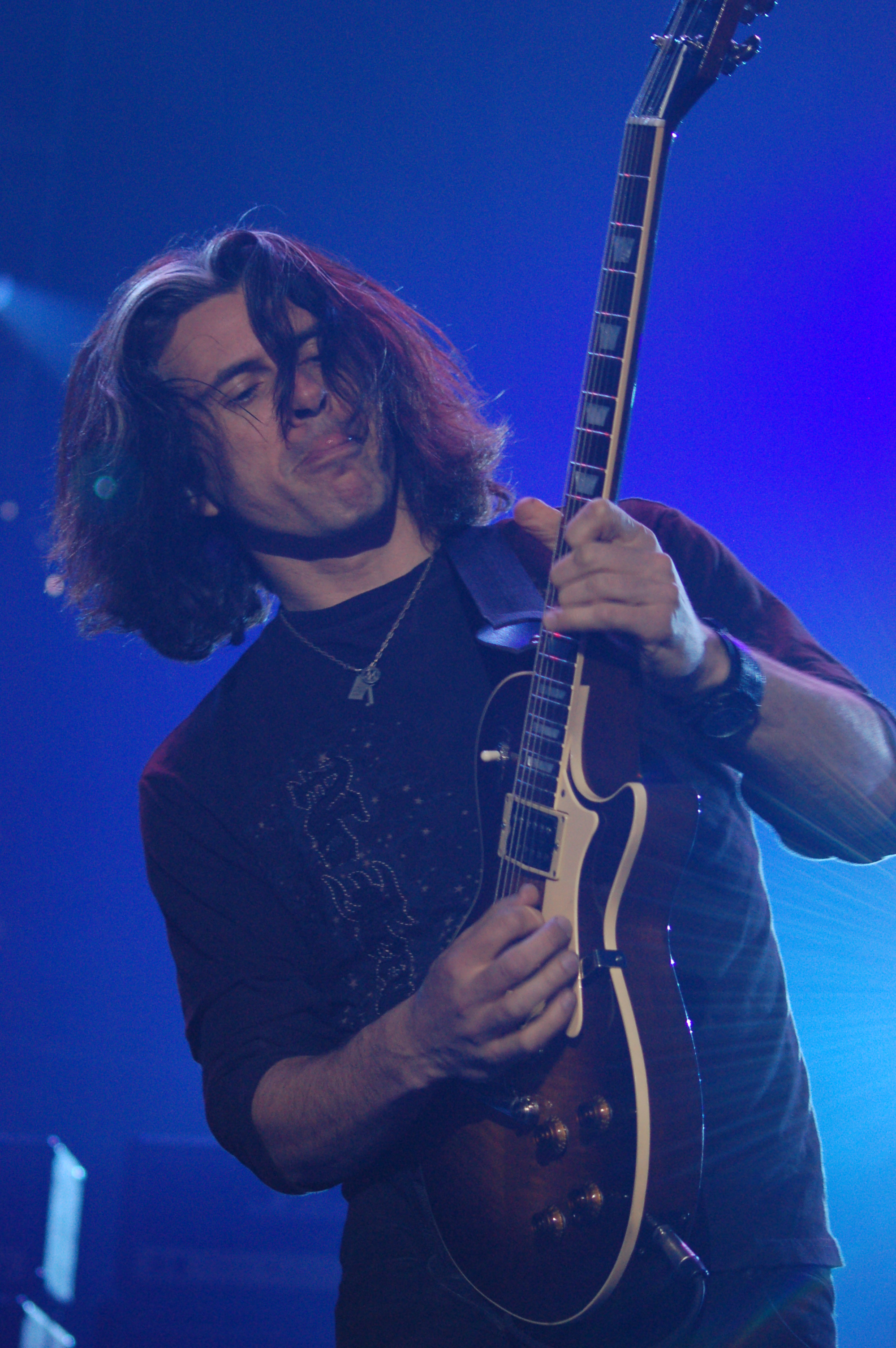
ポーランド公演（2007年）

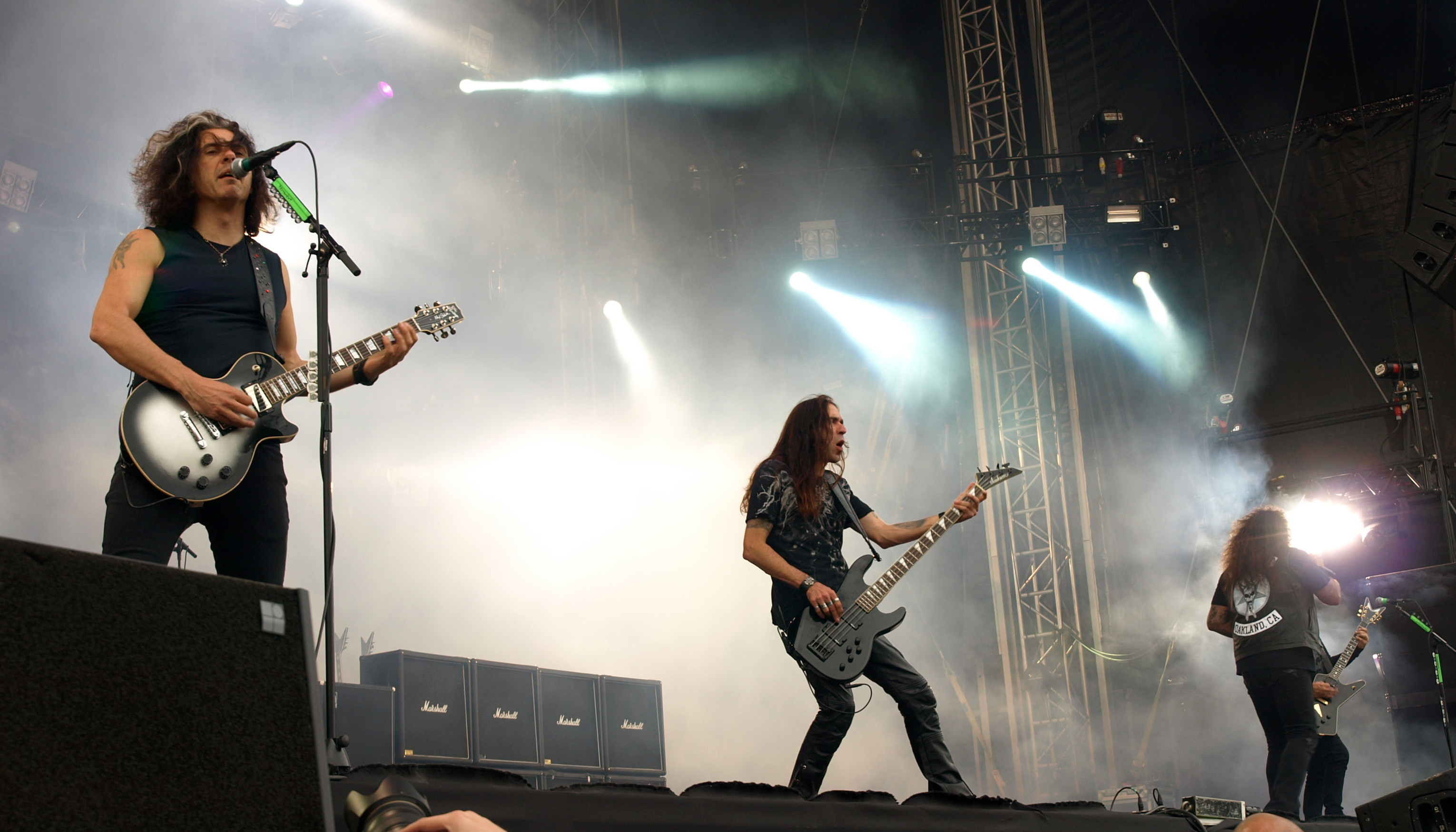
テスタメント - フィンランド公演（2013年）

アレックス・スコルニック（Alex Skolnick、1968年9月29日 - ）は、アメリカのギタリスト。スラッシュメタル・バンド、テスタメントのリード・ギタリストとして1987年にデビューを果たし、2001年以降はアレックス・スコルニック・トリオというジャズ/フュージョン色の強いバンドでも活動している。

## 来歴
バークレー出身。9歳の頃にキッスに影響を受けてギターに興味を持つようになる。スコルニックは、無名時代のジョー・サトリアーニからギターのレッスンを受け、その後レガシーというバンドのメンバーとなる。しかし、同名バンドがいたことからレガシーはテスタメントと改名し、1987年にアルバム『レガシー』でデビューを果たした。1988年、テスタメントのセカンド・アルバム『ニュー・オーダー』を制作していたスコルニックは、テレビで見たマイルス・デイヴィスのエレクトリック・バンドに衝撃を受け、後年ジャズの勉強を始めるきっかけとなった。スコルニックのテクニックは高く評価され、1992年には多くの有名ギタリストが参加したオムニバス・アルバム『The Guitars That Rule the World』に自作のインストゥルメンタル「Filet of Soul」を提供した。
1992年、スコルニックはテスタメントを脱退。1994年にはサヴァタージに加入し、アルバム『ハンドフル・オブ・レイン』と、同作に伴うツアーに参加。サヴァタージ脱退後、オジー・オズボーンのバンドに加入する話が持ち上がるが、スコルニックは1995年6月にノッティンガムで行われたシークレット・ギグに参加しただけで、正式なツアー・メンバーにはなれなかった。1998年にはティム・アレキサンダー（元プライマス）やマイケル・マンリングと共にAttention Deficitというユニットを結成し、マグナ・カルタ・レコードから同名のアルバムを発表。Attention Deficitは、2001年には活動を再開しセカンド・アルバム『The Idiot King』を発表している。
その後、スコルニックはニューヨークのニュースクール大学でジャズを学び、2001年にはアレックス・スコルニック・トリオというジャズ・バンドを結成。トリオのデビュー・アルバム『Goodbye to Romance: Standards for a New Generation』（2002年）は、ヘヴィメタルの曲をジャズのアレンジでカヴァーした内容で、ジャズ専門誌『ダウンビート』2003年3月号のレビューでは5点満点中4.5点という高評価を得た。
スコルニックは2001年にはテスタメントでの活動も再開し、2005年には再びテスタメントの正式メンバーとして復帰した。また、2004年にはポール・オニールを中心としたユニットであるトランス・シベリアン・オーケストラのアルバム『The Lost Christmas Eve』で、サヴァタージのメンバーと久しぶりに共演し、ツアーにも参加した。2009年には、ロドリーゴ・イ・ガブリエーラのアルバム『格闘弦』に収録されているダイムバッグ・ダレルに捧げられた楽曲「アトマン」にゲスト参加した。

## ディスコグラフィ

### テスタメント
- 『レガシー』 - The Legacy (1987年)
- 『ライヴ・アット・アイントホーフェン'87』 - Live at Eindhoven (1987年) ※ライブ
- 『ニュー・オーダー』 - The New Order (1988年)
- 『プラクティス・ホワット・ユー・プリーチ』 - Practice What You Preach (1989年)
- 『ソウルズ・オブ・ブラック』 - Souls of Black (1990年)
- 『儀式』 - The Ritual (1992年)
- 『ファースト・ストライク・スティル・デッドリー』 - First Strike Still Deadly (2001年)
- 『ライヴ・イン・ロンドン』 - Live in London (2005年) ※ライブ
- 『ザ・フォーメーション・オブ・ダムネイション』 - The Formation of Damnation (2008年)
- 『ダーク・ルーツ・オブ・アース』 - Dark Roots of Earth (2012年)
- 『ブラザーフッド・オブ・ザ・スネイク』 - Brotherhood of the Snake (2016年)
- 『タイタンズ・オブ・クリエイション』 - Titans of Creation (2020年)

### サヴァタージ
- 『ハンドフル・オブ・レイン』 - Handful of Rain (1994年)
- 『ジャパン・ライヴ'94』 - Japan Live '94 (1995年) ※ライブ

### Attention Deficit
- Attention Deficit (1998年)
- The Idiot King (2001年)

### アレックス・スコルニック・トリオ
- Goodbye to Romance: Standards for a New Generation (2002年)
- Transformation (2004年)
- Last Day in Paradise (2007年)
- Veritas (2011年)
- Conundrum (2018年)

### トランス・シベリアン・オーケストラ
- The Lost Christmas Eve (2004年)
- Night Castle (2009年)

### ソロ・アルバム
- Planetary Coalition (2014年)

### メタル・アリージェンス
- 『メタル・アリージェンス』 - Metal Allegiance (2015年)
- 『ヴォリュームII～パワー・ドランク・マジェスティ』 - Volume II: Power Drunk Majesty (2018年)